# تام پیرسون
تام پیرسون (انگلیسی: Tom Pierson؛ زادهٔ ۱۱ مارس ۱۹۴۸) موسیقی‌دان، آهنگساز و رهبر ارکستر اهل ایالات متحده آمریکا است.
او دانش‌آموختهٔ مدرسه جولیارد است و نخستین اجرای تک‌نوازی‌اش در سن ۱۳ سالگی در ارکستر «سمفونی هیوستن» بود.
از فیلم‌ها یا مجموعه‌های تلویزیونی که وی در آن‌ها نقش داشته‌است می‌توان به کوئینتت و منهتن اشاره نمود.